# Défenseur de la saison de la Ligue canadienne de hockey

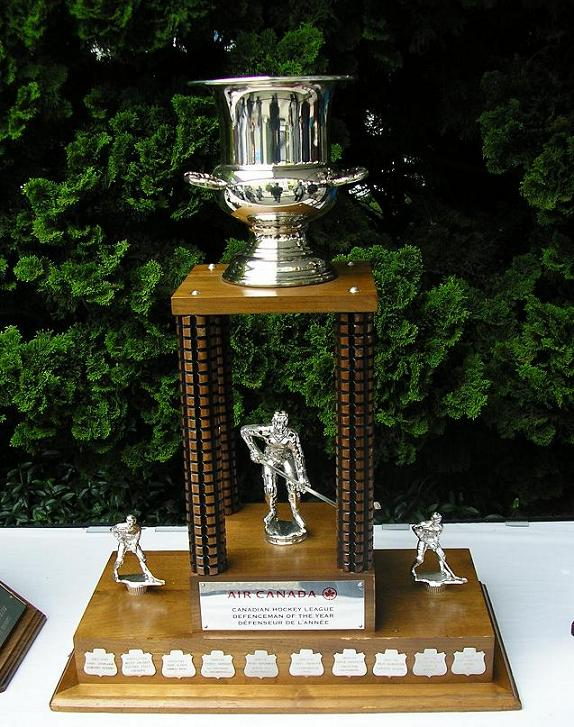
Le trophée remis au Défenseur de la saison de la LCH.

Le meilleur défenseur de la saison de la Ligue canadienne de hockey reçoit chaque année un prix.

## Vainqueur
| Saison    | Récipiendaire                                               | Équipe                                                      | Ligue                                                       |                                                             |
| --------- | ----------------------------------------------------------- | ----------------------------------------------------------- | ----------------------------------------------------------- | ----------------------------------------------------------- |
| 1987-1988 | Greg Hawgood                                                | Blazers de Kamloops                                         | LHOu                                                        |                                                             |
| 1988-1989 | Bryan Fogarty                                               | Thunder de Niagara Falls                                    | LHO                                                         |                                                             |
| 1989-1990 | John Slaney                                                 | Royals de Cornwall                                          | LHO                                                         |                                                             |
| 1990-1991 | Patrice Brisebois                                           | Voltigeurs de Drummondville                                 | LHJMQ                                                       |                                                             |
| 1991-1992 | Drake Berehowsky                                            | Centennials de North Bay                                    | LHO                                                         |                                                             |
| 1992-1993 | Chris Pronger                                               | Petes de Peterborough                                       | LHO                                                         |                                                             |
| 1993-1994 | Steve Gosselin                                              | Saguenéens de Chicoutimi                                    | LHJMQ                                                       |                                                             |
| 1994-1995 | Nolan Baumgartner                                           | Blazers de Kamloops                                         | LHOu                                                        |                                                             |
| 1995-1996 | Bryan Berard                                                | Red Wings Junior de Détroit                                 | LHO                                                         |                                                             |
| 1996-1997 | Sean Blanchard                                              | 67 d'Ottawa                                                 | LHO                                                         |                                                             |
| 1997-1998 | Derrick Walser                                              | Océanic de Rimouski                                         | LHJMQ                                                       |                                                             |
| 1998-1999 | Brad Stuart                                                 | Hitmen de Calgary                                           | LHOu                                                        |                                                             |
| 1999-2000 | Micki DuPont                                                | Blazers de Kamloops                                         | LHOu                                                        |                                                             |
| 2000-2001 | Marc-André Bergeron                                         | Cataractes de Shawinigan                                    | LHJMQ                                                       |                                                             |
| 2001-2002 | Dan Hamhuis                                                 | Cougars de Prince George                                    | LHOu                                                        |                                                             |
| 2002-2003 | Brendan Bell                                                | 67 d'Ottawa                                                 | LHO                                                         |                                                             |
| 2003-2004 | James Wisniewski                                            | Whalers de Plymouth                                         | LHO                                                         |                                                             |
| 2004-2005 | Danny Syvret                                                | Knights de London                                           | LHO                                                         |                                                             |
| 2005-2006 | Keith Yandle                                                | Wildcats de Moncton                                         | LHJMQ                                                       |                                                             |
| 2006-2007 | Kris Russell                                                | Tigers de Medicine Hat                                      | LHOu                                                        |                                                             |
| 2007-2008 | Karl Alzner                                                 | Hitmen de Calgary                                           | LHOu                                                        |                                                             |
| 2008-2009 | Jonathon Blum                                               | Giants de Vancouver                                         | LHOu                                                        |                                                             |
| 2009-2010 | David Savard                                                | Wildcats de Moncton                                         | LHJMQ                                                       |                                                             |
| 2010-2011 | Ryan Ellis                                                  | Spitfires de Windsor                                        | LHO                                                         |                                                             |
| 2011-2012 | Dougie Hamilton                                             | IceDogs de Niagara                                          | LHO                                                         |                                                             |
| 2012-2013 | Ryan Sproul                                                 | Greyhounds de Sault-Sainte-Marie                            | LHO                                                         |                                                             |
| 2013-2014 | Derrick Pouliot                                             | Winterhawks de Portland                                     | LHOu                                                        |                                                             |
| 2014-2015 | Anthony DeAngelo                                            | Sting de Sarnia                                             | LHO                                                         |                                                             |
| 2015-2016 | Ivan Provorov                                               | Wheat Kings de Brandon                                      | LHOu                                                        |                                                             |
| 2016-2017 | Thomas Chabot                                               | Sea Dogs de Saint-Jean                                      | LHJMQ                                                       |                                                             |
| 2017-2018 | Nicolas Hague                                               | Steelheads de Mississauga                                   | LHO                                                         |                                                             |
| 2018-2019 | Ty Smith                                                    | Chiefs de Spokane                                           | LHOu                                                        |                                                             |
| 2019-2020 | Noel Hoefenmayer                                            | 67 d'Ottawa                                                 | LHO                                                         |                                                             |
| 2020-2021 | Saison annulée dans la LHO et séries annulées dans la LHOu. | Saison annulée dans la LHO et séries annulées dans la LHOu. | Saison annulée dans la LHO et séries annulées dans la LHOu. | Saison annulée dans la LHO et séries annulées dans la LHOu. |
| 2021-2022 | Nathan Staios                                               | Bulldogs de Hamilton                                        | LHO                                                         |                                                             |
| 2022-2023 | Olen Zellweger                                              | Blazers de Kamloops                                         | LHOu                                                        |                                                             |
| 2023-2024 | Zayne Parekh                                                | Spirit de Saginaw                                           | LHO                                                         |                                                             |